# Felix Orgolitsch
Felix Orgolitsch (* 24. September 2001 in Wien) ist ein österreichischer Fußballspieler.

## Karriere
Orgolitsch begann seine Karriere beim SR Donaufeld Wien. Zur Saison 2015/16 wechselte er in die Akademie des FK Austria Wien, in der er fortan sämtliche Altersstufen durchlief. Zur Saison 2018/19 wechselte er zum fünftklassigen First Vienna FC. Für die Vienna absolvierte er 14 Partien in der 2. Landesliga, mit den Döblingern stieg er in die Wiener Stadtliga auf.
Nach dem Aufstieg kehrte er zum Neo-Ligakonkurrenten Donaufeld zurück, bei dem er einst seine Karriere begonnen hatte. Für Donaufeld absolvierte er 56 Spiele in der Stadtliga, ehe er 2022 mit der Mannschaft in die Regionalliga aufstieg. In seiner ersten Regionalligaspielzeit erzielte er vier Tore in 24 Einsätzen. In der Saison 2023/24 kam der Angreifer zu 29 Einsätzen für Donaufeld, in denen er elfmal traf.
Zur Saison 2024/25 wechselte Orgolitsch zum Zweitligisten SV Stripfing. Sein Debüt in der 2. Liga gab er im August 2024, als er am ersten Spieltag jener Saison gegen die SV Ried in der 62. Minute für Sanel Saljic eingewechselt wurde. Insgesamt kam er zu 14 Zweitligaeinsätzen für Stripfing. Zur Saison 2025/26 wechselte er zu Regionalligist FC Marchfeld Donauauen.